# Aleksino (rejon diemidowski)
Aleksino (ros. Алексино) – wieś (ros. деревня, trb. dieriewnia) w zachodniej Rosji, w osiedlu wiejskim Zaborjewskoje rejonu diemidowskiego w obwodzie smoleńskim.

## Geografia
Miejscowość położona jest w dorzeczu Połowji, 1 km od drogi regionalnej 66N-0504 (Prżewalskoje – Chołm – 66K-11), 9 km od centrum administracyjnego osiedla wiejskiego (Zaborje), 24 km od centrum administracyjnego rejonu (Diemidow), 79,5 km od stolicy obwodu (Smoleńsk), 45,5 km od granicy z Białorusią.
W granicach miejscowości znajduje się ulica Oziornaja (2 posesje).

## Demografia
W 2010 r. miejscowość zamieszkiwały 3 osoby.

## Historia
W czasie II wojny światowej od lipca 1941 roku dieriewnia była okupowana przez hitlerowców. Wyzwolenie nastąpiło we wrześniu 1943 roku.
Na mocy uchwały z dnia 28 maja 2015 roku wszystkie miejscowości (w tym Aleksino) zlikwidowanej jednostki administracyjnej Zakustiszczenskoje weszły w skład osiedla wiejskiego Zaborjewskoje.